# Cachoeira do Buracão
A Cachoeira do Buracão é uma queda d'água situada na área do Parque Natural Municipal do Espalhado, na cidade de Ibicoara, Chapada Diamantina, do estado brasileiro da Bahia, sendo a principal atração turística ali.
É "considerada uma das cachoeiras mais bonitas do Brasil".

## Histórico
A cachoeira teve seu primeiro registro em 1998, quando caçadores a encontraram no interior de uma propriedade privada. Essa descoberta levou à mobilização social e disputas que, em 2005, levaram à desapropriação do lugar e à criação do Parque.
Com a implantação do Parque e a divulgação de seu principal atrativo, o poder público e os guias se esmeram por dar aos turistas um tratamento adequado, bem como para a conservação do lugar. Apesar disto não havia até 2020 um controle do número de visitantes nem uma avaliação posterior dos mesmos sobre a experiência.

## Visitação
Buracão tem uma queda d'água de oitenta e cinco metros de altura, e o visitante que ali chega após uma caminhada depara-se com a paisagem surpreendente; no relato de uma visitante: "você vai indo aos pouquinhos, vai passando pelo canyon e você não vê a cachoeira. (...) Quando você vira, você vê aquele buraco enorme. (...) É um negócio surreal, é assustador! Com uma força sobrenatural! (...) Foi impressionante! Aquela queda monstruosa faz você se sentir pequeno no mundo por estar naquele lugar com aquela energia absurda de água de cachoeira”.

### Trilha até Buracão
Após uma estrada que dá acesso à trilha que leva à cachoeira, o visitante percorre um caminho de três quilômetros, às margens do rio Espalhado, que dá nome ao Parque, com ida e volta pelo mesmo lugar; o desnível indica uma subida de cinquenta e cinco metros no qual há outras três quedas-d'água: as cachoeiras Buracãozinho, das Orquídeas e do Recanto Verde.
No começo do percurso há pequenos obstáculos a serem superados, como uma ponte de madeira sobre um riacho e passagens estreitas; ao final surgem maiores dificuldades, requerendo cuidado do visitante, como escadas improvisadas.